# بول لوروا
بول لوروا (بالفرنسية: Paul Leroy)‏ (12 فبراير 1970 بيثون فرنسا - ) هو لاعب كرة قدم فرنسي، يلعب كمدافع.

## روابط خارجية
- بول لوروا على موقع قاعدة بيانات كرة القدم.إي يو (الإنجليزية)